# Torcola
Torcola (in croato Šćedro) è un'isola della Croazia, nella Dalmazia centrale.
Amministrativamente appartiene al comune di Gelsa, nella regione spalatino-dalmata.

## Geografia
L'isolotto si trova a sud dell'isola di Lesina, da cui è separata dal canale di Torcola (Šćedrovski kanal), la cui ampiezza minima è di 2,5 km. Verso meridione invece dà sul canale di Curzola (Korčulanski kanal), un più ampio braccio di mare che la separa dall'omonima isola. Torcola, che si estende parallelamente a Lesina in direzione est-ovest, misura circa 6 km di lunghezza da punta Maestro (Podšćedro) a capo Sciroccale (Vrh Šćedro) e 2 km di larghezza; ha una superficie di 8,37 km² e uno sviluppo costiero di 26,13 km; il suo punto più alto è il monte Capogrosso (Vela glava), 112 m s.l.m..
Torcola offre, lungo la costa settentrionale, due insenature che costituiscono un ottimo approdo, tuttavia non protetto dalla bora: porto Grande (luka Lovišće), la baia più grande, in fondo alla quale c'è l'abitato di Srida e porto Madonna (uvala Moster o Monastir). Punta Curilo (rt Gornje Kurilo), segnalata da un piccolo faro, divide le due insenature; un altro faro si trova a sud di punta Maestro.
Vicino a Torcola ci sono tre scogli:
- Planchetta (Pločica), in direzione sud-est, a circa 4,5 M.
- scogli Bacili, due piccoli isolotti in mare aperto circa 3 M a ovest.

## Storia
L'isola fu abitata fin dall'antichità e le più remote tracce archeologiche sono dei tumuli illirici. In epoca classica fu nota col nome di Tauris (Ταυρίς in greco antico, forma il cui diminutivo latino Tauricula ha dato origine al toponimo italiano) e fu in queste acque che nel 47 a.C., durante la guerra civile, la flotta cesariana del console Publio Vatinio, in situazione di inferiorità numerica, sconfisse quella pompeiana di Marco Ottavio.
Stando allo statuto del 1331, nel medioevo l'isola era di proprietà pubblica e destinata alla pastorizia. Nel 1465 risulta invece fondato il monastero dominicano, abbandonato nel tardo XVIII secolo a causa delle incursioni piratesche ed oggi in rovina. Il nome croato Monastir di Porto Madonna deriva il suo nome dalla presenza dei resti dell'antico monastero fortificato.
Torcola comparve infine nelle cronache del luglio 1899 quando la torpediniera austriaca Adler si arenò nella baia di Tuffera (lungo la costa nordovest dell'isola) in seguito all'esplosione di una caldaia.

### Cartografia
- (HR) Mappa topografica della Croazia 1:25000, su preglednik.arkod.hr. URL consultato il 14 gennaio 2017.
- G. Giani, Carta prospettiva delle Comuni censuarie della Dalmazia, foglio 9, 1839. Fondo Miscellanea cartografica catastale, Archivio di Stato di Trieste.